# Euselasia euoras
Euselasia euras
Espèce
Euselasia euoras est un insecte lépidoptère appartenant à la famille  des Riodinidae et au genre Euselasia.

## Dénomination
Euselasia euoras a été décrit par William Chapman Hewitson en 1855 sous le nom d' Eurygona euoras.

### Nom vernaculaire
Il se nomme Purple-washed Euselasia en anglais

### Sous-espèces
Eusalasia euoras awala présente en Guyane.

## Description
Euselasia euoras est de couleur marron foncé suffusé de violet. L'autre face est de couleur gris beige plus ou moins suffusée de jaune d'or, d'orange ou de rouge suivant les sous-espèces avec une ligne jaune orangé ou rouge délimitant une large bande marginale ornée aux postérieures d'une fine bordure orangée ou rouge doublée d'une ligne submarginale de chevrons noirs et d'un gros ocelle noir bordés de blanc surmontés d'une ligne jaune orangé ou rouge.

## Biologie
Elle est peu connue.

## Écologie et distribution
Euselasia euoras est présent en Guyane, au Costa Rica, en Équateur, en Colombie, au Brésil et au Pérou.

### Biotope
Il réside dans la forêt tropicale.

### Protection
Pas de statut de protection particulier.